# Cupha erymanthis
Cupha erymanthis är en fjärilsart som beskrevs av Dru Drury 1773. Cupha erymanthis ingår i släktet Cupha och familjen praktfjärilar. Inga underarter finns listade i Catalogue of Life.

## Bildgalleri

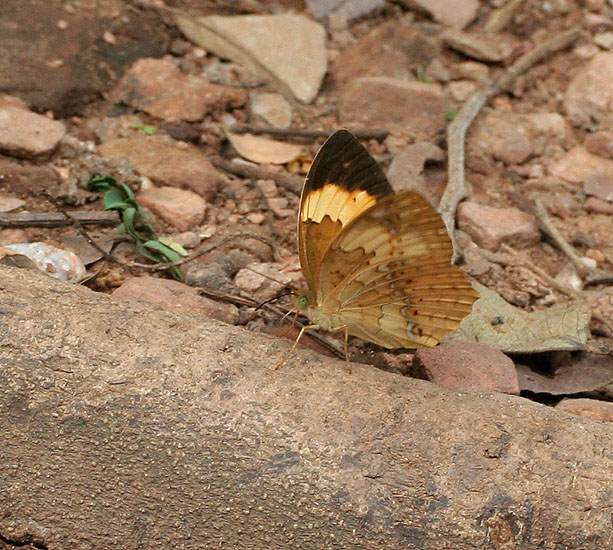
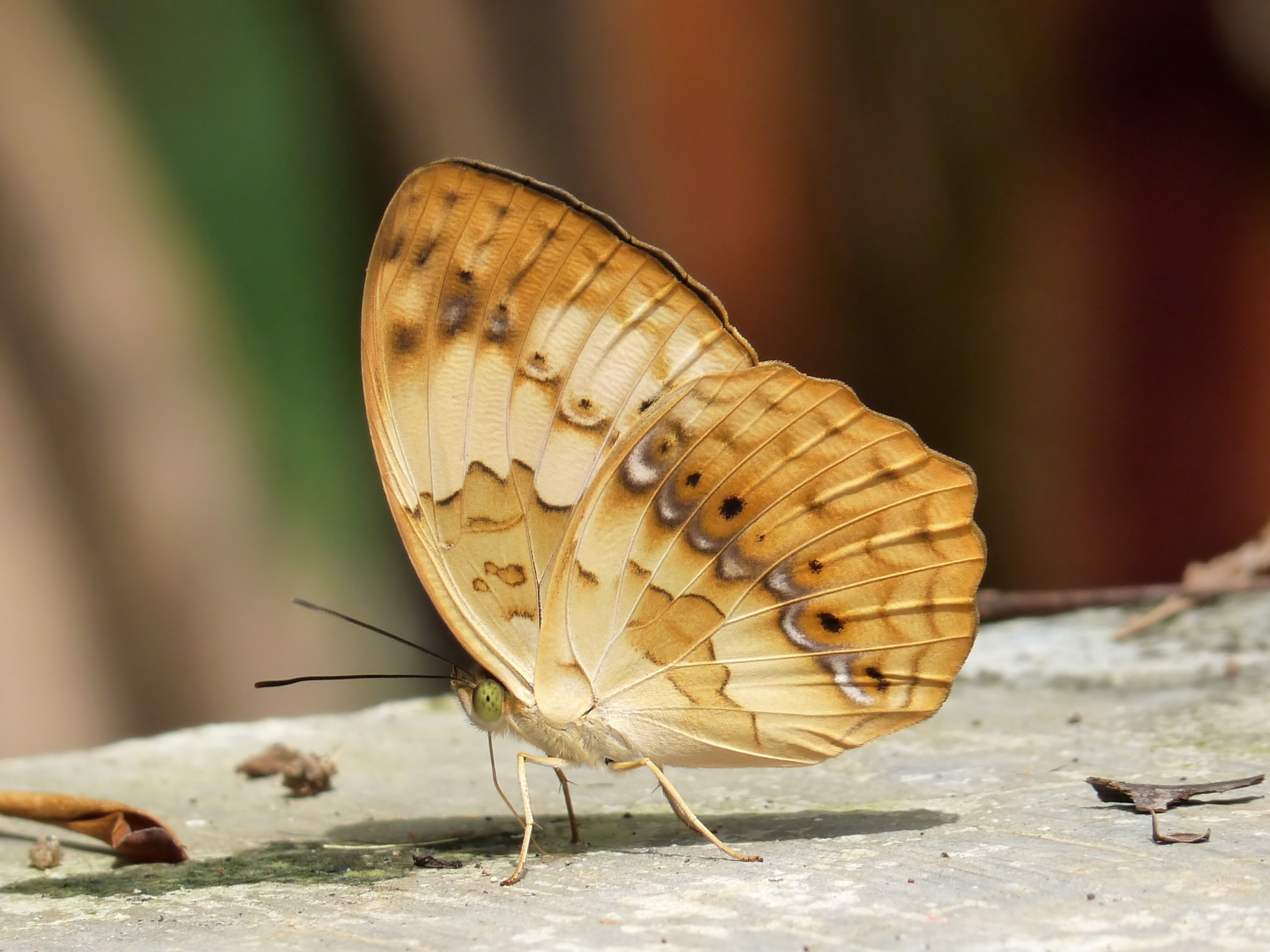
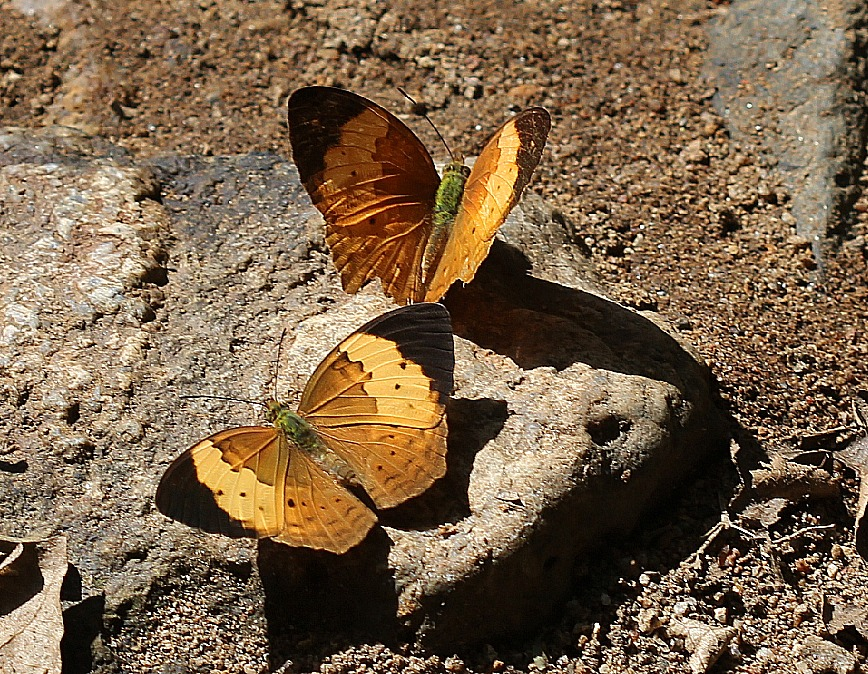
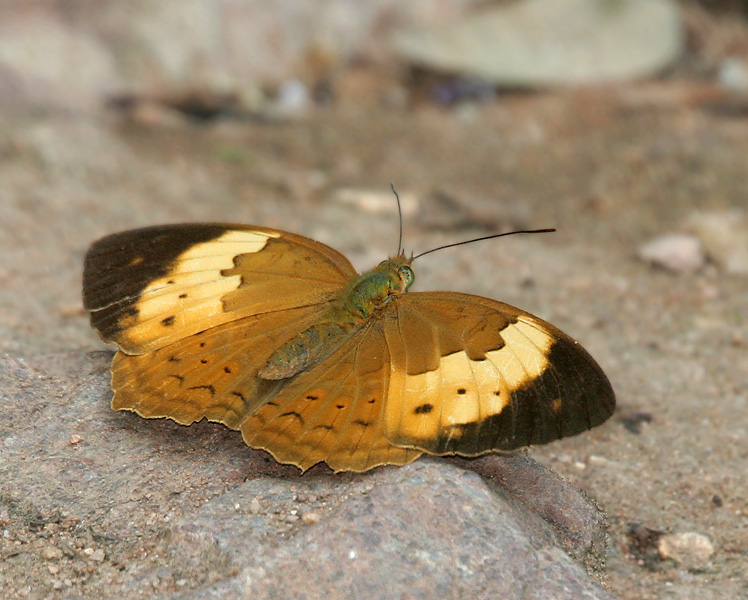
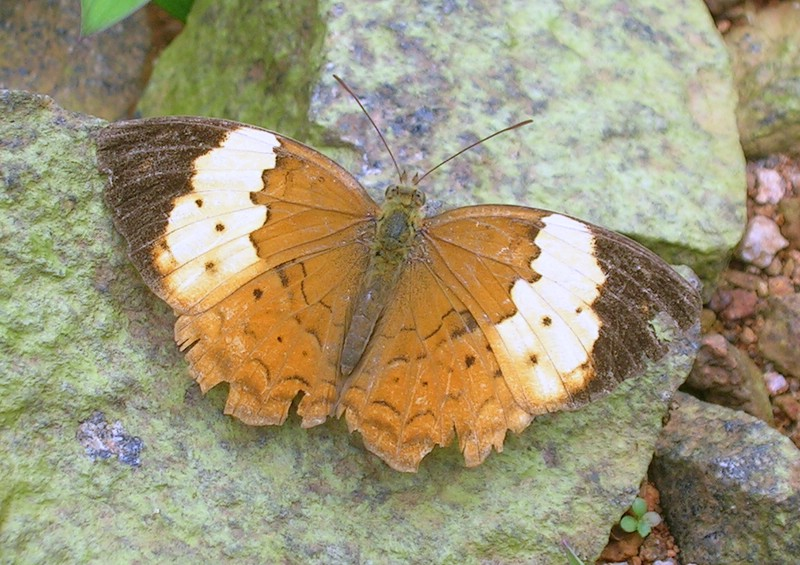